# هالیدی بیچ (تگزاس)
هالیدی بیچ (به انگلیسی: Holiday Beach) یک منطقهٔ مسکونی در ایالات متحده آمریکا است که در تگزاس واقع شده‌است. هالیدی بیچ ۵۱۴ نفر جمعیت دارد.